# Der Juxbaron
Der Juxbaron è un film muto del 1927 diretto da Willi Wolff che ne firma anche la sceneggiatura insieme a Robert Liebmann.

## Produzione
Il film fu prodotto dalla Ellen Richter Film.

## Distribuzione
Distribuito dall'Universum Film (UFA) con il visto di censura del 20 dicembre 1921, il film uscì nelle sale cinematografiche tedesche il 4 marzo 1927. Alla prima, la proiezione fu accompagnata dalle musiche di Walter Kollo. In Francia, il film prese il titolo Le Baron imaginaire mentre internazionalmente fu conosciuto con la traduzione inglese The Imaginary Baron.